# تنگی مردمک
تنگی مَردُمَک، تنگ‌مَردُمَک یا میوزیس (Miosis) به انقباض مردمک چشم‌ها گفته می‌شود.
تنگی مردمک واکنش عادی چشم (رفلکس) به افزایش نور است ولی می‌تواند مربوط به شرایط بیمارگون، تشعشع پرتوهای ریزموج، عوارض بعضی از داروها مانند کولینرژیک‌ها و  آنتی سایکوتیک‌ها، خونریزی پل مغزی، سر درد خوشه‌ای، سندرم هورنر، یا استفاده از مواد افیونی نیز باشد.
در مسمومیت با مشتقات تریاک مردمک آنقدر تنگ می‌شود که به مردمک سوزنی معروف است.
حالت عکس تنگی مردمک را گشادی مردمک (mydriasis) می‌گویند.

## بیماری میوتیک یا تنگ‌کننده مردمک چشم
1. پیلوکارپین (Pilocarpine)
2. کارباکول (Carbachol)

این دارو برای کاهش فشار داخل چشم در درمان گلوکوم مزمن با زاویهٔ باز، به‌ویژه در افرادی که نسبت به پیلوکارپین مقاومت نشان می‌دهند یا نمی‌توانند آن را تحمل کنند مصرف می‌شود.
1. استیل کولین کلراید (Acetylcholine chloride)

با نام تجارتی: Miochol-E (میوتیک داخل چشمی)